# 吉姆·達根
吉姆·達根（英語：Jim Duggan，1954年1月14日—），本名小詹姆斯·愛德華·達根（英語：James Edward Duggan, Jr.），是美國職業摔角選手。目前與吉姆·達根與世界摔角娛樂已經簽了傳奇計畫的合約。吉姆·達根最著名的角色是一個美國愛國者，而這個角色會使用2X4的長度的木棍作為武器，並喊著"Hooo!"以及"U-S-A!"的口號。

## 冠軍及成就

### 職業摔角畫報
- PWI 500-第66名（1993年）[7]
- PWI Years（個人）-第157名（2003年）[8]

### 世界冠軍摔角
- WCW美國重量級冠軍（一次）[9][10]
- WCW世界電視冠軍（英语：WCW World Television Championship）（一次）[10][11]

### 世界摔角聯盟/世界摔角娛樂
- 皇家大戰（1988年）[5][12]
- 衝擊大賞最佳攻擊（1987年）[5]
- 衝擊大賞最佳音樂表演（1987年）[5]
- 世界摔角娛樂名人堂（2011年）[13]